# بحيرة بولزينا
بحيرة بولزينا (بالإيطالية: Lago di Bolsena) هي بحيرة بركانية في وسط إيطاليا، تشكلت قبل 370,000 سنة مضت بعد انهيار كالديرا معقد فولزيني البركاني في طبقات المياه الجوفية العميقة. تشير السجلات التاريخية الرومانية إلى نشاط بركان فولزيني في 104 ق.م و منذ تلك الحين و البركان في سبات. تأسست الجزيرتان في الجزء الجنوبي من البحيرة عن طريق ثوران تحت الماء بعد الانهيار الأولي للكالديرا.
بحيرة بولزينا تشكلت بنتيجة النشاط البركاني قبل حوالي 370،000 سنة. تشكلت البحيرة داخل حفرة بركانية تكونت بعد انفجار بركاني قوي، حيث امتلأت الحفرة بالمياه العذبة مع مرور الوقت لتشكل بحيرة بولزينا التي نعرفها اليوم.

## معلومات عامة حول بحيرة بولزينا
هنا بعض المعلومات الإضافية عن بحيرة بولزينا الإيطالية:

### البحيرة والجغرافيا
تقع بحيرة بولزينا في إقليم لاتسيو بوسط إيطاليا، على بُعد حوالي 100 كيلومتر شمالي روما. تحدها التلال الخضراء والمروج، وتتميز بمناظرها الطبيعية الخلابة ومياهها الصافية.

### المساحة والعمق
يبلغ طول البحيرة حوالي 13 كيلومترًا، وعرضها يتراوح بين 5 و11 كيلومترًا. تصل عمق البحيرة إلى حوالي 151 مترًا، مما يجعلها واحدة من أعمق البحيرات في إيطاليا.

### الجزر
تحتوي بحيرة بولزينا على ثلاث جزر رئيسية هي مارتانو، بيسكوتو، وبيسكاتيللو. تعتبر هذه الجزر مواقع سياحية رائعة حيث يمكن للزوار استكشاف المناظر الطبيعية وزيارة الكنائس والمعابده التاريخية.

### الحياة النباتية والحيوانية
تعتبر بحيرة بولزينا محمية طبيعية وموطنًا للعديد من أنواع النباتات والحيوانات. يمكن رؤية الأسماك المختلفة في المياه، بالإضافة إلى الطيور المهاجرة التي تزور البحيرة خلال فصل الربيع والخريف.

### النشاطات والسياحة
تعد بحيرة بولزينا مكانًا رائعًا لممارسة الأنشطة المائية مثل ركوب الزوارق والقوارب الشراعية وصيد الأسماك وركوب الأمواج الشراعية. هناك أيضًا العديد من الشواطئ والمناطق المحيطة بالبحيرة التي توفر فرصًا للتنزه والتخييم والاسترخاء.

### المدن والقرى المحيطة
تحيط ببحيرة بولزينا العديد من المدن والقرى الجميلة التي تعرض طابعًا تاريخيًا وثقافيًا فريدًا. من بين هذه المدن كابوديمونتي، ومونتفيانو، وبيلارسو، وفيتورشينو، حيث يمكن للزوار استكشاف المعالم السياحية وتذوق المأكولات اللذيذة في المطاعم المحلية.
هذه بعض المعلومات الإضافية حول بحيرة بولزينا. ومن المؤكد أنها وجهة سياحية رائعة للاستمتاع بالجمال الطبيعي واكتشاف التاريخ والثقافة في المنطقة المحيطة بها.